# Košnica
 Ovo je glavno značenje pojma Košnica. Za druga značenja pogledajte Košnica (razdvojba).
Košnica je nastamba za pčele u koju, zbog lakše manipulacije pčelama i medom, čovjek smješta pčelinje zajednice. Nekad da bi došli do meda ljudi su morali ugušiti pčele. Razvojem pčelarstva dolazi se do novih spoznaja pa tako bilježimo brojne vrste košnica. Danas su košnice nezaobilazno sredstvo u pčelarstvu. Prve su poznate košnice oponašale šupljine debla s kakvima se čovjek susretao tražeći pčele. Košnice danas dijelimo na košnice s nepokretnim saćem (dubine i pletare) te košnice s pokretnim saćem (nastavljače i lisnjače).

## Uloga i namjena košnice
Košnica mora biti:
- zaštita pčelinje zajednice,
- omogućava pčelinjoj zajednici normalan razvoj i život,
- jednostavne konstrukcije i prostrana za razvoj,
- laka i pogodna za rad,
- cijena izrade mora biti što niža, i
- izrada prema standardima zbog lakšeg rada.

## Vrste košnica
- košnice s nepokretnim saćem - dubine, pletare, vršare, daščare
- košnice s pokretnim saćem - nastavljače i lisnjače

Nastavljače su košnice koje se otvaraju odozgora (LR,(DB,(Farrar, Ploške)
Lisnjače su košnice koje se otvaraju odostraga ((AŽ)

### Dubina
Dubine su košnice koje danas spadaju u red onih koje su najbliže prirodnom staništu pčela. To su u stvari izdubljena debla trupaca drveća. Same su košnice poput pletara s nepokretnim saćem.  Nekad su ljudi da bi dobili med iz takvih košnica pčelinje zajednice morali prvo ugušiti dimom. Danas kad se o pčelama i pčelarstvu zna mnogo više to više nije potrebno. Postoje dubine s pokretnim saćem ili se kombiniraju s nekom od "modernijih" košnica kod kojih lako i jednostavno možemo mijenjati okvire.
Prema uzoru na dubine često nailazimo na košnice iz jednog ili više drvenih trupaca, većih ili manjih, ali svakako pravih umjetničkih djela najrazličitijih oblika, boja, veličina i upotrebljivosti.
Dubine su kao košnice trajne i po nekoliko generacija uz minimalno održavanje. Rojevi iz dubina pčelarima svakako donose brojna i kvalitetna pčelinja društva pa ih ako ništa drugo iz nostalgičnih razloga ne treba zaboraviti. Svaki pčelar bez poteškoća može u svom pčelinjaku imati barem pokaznu dubinu koja kupcima pčelinjih proizvoda sigurno predstavlja pravu atrakciju i vraća ih na trenutak nekoliko stoljeća unazad kada je dubina bila ne samo prirodno stanište već i najčešća i jedina nastamba pčela medarica. 

### Pletara
Pletara je jedna od starijih oblika košnica. To je košnica koja ima saće koje ne možemo mijenjati po želji. Vađenje meda iz takve košnice je teško i više se uglavnom ne prakticira. Danas se upotrebljava više iz nostalgičnih razloga, zbog hvatanja ili proizvodnje rojeva i proizvodnju pčelinjeg voska. Odlike pletare su i da u njima za razliku od "modernijih" košnica koje su preuzele njezino mjesto mali broj pčela može vrlo uspješno preživjeti zimsko razdoblje.
Kako je pletara rađena od prirodnog materijala pčele se u njoj vrlo ugodno osjećaju i brzo napreduju. Pletara bi svakako trebala biti prisutna u svakom pčelinjaku ako ništa drugo toliko da je ne zaboravimo. Nažalost u današnje se "moderno vrijeme" premali broj ljudi bavi proizvodnjom ove stare vrste košnica iako ona u kombinaciji s nastavljačama može predstavljati odličan izvor legla za pravljenje novih pčelinjih zajednica.
Kombiniranjem košnica koje se otvaraju odozgora i pletare riješen je problem kontrole i zamjene matica što u radu sa samom pletarom nije bilo moguće. 
Pletara se kod pčelara koji je upotrebljavaju osim kod proizvodnje pomoćnih društava, pokazala u povijesti kao odličan izvor pčelinjeg voska. Kombiniranjem pletare i nastavljača (LR, DB...) olakšavamo rad oko izmjena matica a vađenjem okvira s leglom uspješno pojačavamo neka eventualno slabija društva.

### AŽ košnica
AŽ ili Alberti-Žnidaršičeva košnica je košnica s pokretnim saćem i najčešće se koristi u pčelarskim paviljonima, pokretnim (na vozilima ili prikolicama) ili nepokretnim. Zastupljena su dva osnovna tipa, AŽ Grom s okvirom 2 cm plićim od DB i nešto kraćim, i AŽ standard, koja ima još plići okvir. Sastoji se od plodišnog i medišnog prostora, razdvojenih matičnom rešetkom. Obično imaju 10 ili 11 okvira. Okviri nemaju ušice, obično stoje na dvije poprečne šipke, a s prednje i stražnje strane ulaze u limene razmake. Košnica se otvara sa stražnje strane. Prednost AŽ košnice je što je veoma pogodna za ugradnju u seleće paviljone i laka je i prikladna za selidbu.
Ograničenost prostora i teži rad s okvirima njeni su izraziti i gotovo jedini nedostaci. Pčelari se pojedinačnim okvirima, koji se premještaju unutar košnice, otkapa se med, preokreću itd. Kada se plodište ispuni leglom, vrši se prebacivanje okvira s leglom u medišni prostor, čime se proširuje prostor za leglo.

### LR košnica
LR ili Langstrot Rutova košnica To je košnica koja se sastoji od tri jednaka nastavka vanjske visine 242 mm. LR okvir je vanjske visine 232 mm dok je duljina satonoše 480 mm. To je za 1 mm dulje od satonoše kod (DB okvira, a po visini čak za 70 mm kraće od (okvira kod DB košnice. U novije vrijeme, ustalilo se nekoliko načina uzgoja pčela u ovim košnicama. Po jednom, dva nastavka se koriste za plodište i međusobno im se mijenjaju mjesta. To je poticaj za razvoj legla, a kao mjeru protiv rojenja posebno preporučuju umetanje trećeg nastavka sa satnim osnovama ili izgrađenim saćem između ta dva. 
Kada je društvo uzimljeno s mnogo pčela i hrane u gornjem nastavku, dobra matica već na početku proljeća ispuni leglom gornji nastavak i spusti se u donji. To je vrijeme da se zamjene mjesta nastavcima i ako je potrebno kasnije, još jednom. Po takvom načinu pčelarenja, pčelinja društva bi trebala imati pred bagremovu pašu najmanje dva puna nastavka pčela. Onda im se mogu dodati i po dva LR tijela za medište. 
Prilikom pripreme društava za zimu, preporučuje se iznad plodišnog nastavka staviti nastavak sa zapečaćenim medom (15-20 kg) a u čiju sredinu se stave 2-3 okvira s leglom odozdo i većom mednom kapom (ili bar okviri s velikom mednom kapom i praznim saćem ispod). Na taj način se osigurava da zimsko klube zahvati i gornji nastavak i da krajem zime ne ostane u donjem bez hrane. Treba napomenuti da takav način pčelarenja nije lako ostvariti i da se u praksi ipak najčešće mora raditi i pojedinačnim okvirima, a ne nastavcima. To je najprije iz razloga što pčelinje zajednice nisu dovoljno jake i što nemaju velike zalihe hrane. Rad LR košnicom tada može biti prilično kompliciran, posebno za početnike.

### Krizmanovka
Konstruktor košnice je Petrinjac Milan Krizman (1874. – 1958.), istaknuti pčelar i osnivač «Banovske pčelarske zadruge u Petrinji» (1928.). Za konstrukciju ove košnice 1926. godine, na izložbi jugoslavenskih pčelarskih društava u Dubrovniku, dobiva srebrnu medalju. Košnica dobiva ime po svom autoru krizmanovka. 
To je petrinjska tradicijska košnica i kulturna baština, koja se nekada naveliko koristila, posebice na području Banovine te je zamijenila pletare, blatare i slične lošije vrste. Konstruktor Milan Krizman, po struci stolar, je kao iskusan pčelar unio revoluciju u pčelarenje, a iskoristio je iskustva stečena u zarobljeništvu u Rusiji nakon Prvog svjetskog rata.
Krizmanovka je košnica s pokretnim saćem. Ima formu kućice, veoma je funkcionalna, lijepa i dopadljiva. Prostor u košnici može se povećavati ovisno o snazi pčelinje zajednice. U košnici je prostor za uzgoj matice ili pomoćne zajednice. Moguća je vrlo jednostavna uspostava dvomatičnog pčelarenja, proširenja s medištem ili prirodnim ulištem. Sa strane je prostor za prihvat mladih pčela, ima odličnu toplinsku izolaciju i ventilaciju te i niz drugih tehničkih detalja koji su bitni za ekološko, štoviše i za biodinamičko pčelarenje (npr. dimenzije okvira i dr.). Krizmanove košnice su pogodne za stacionarno pčelarstvo, a davale su prinos 20-45 kg meda godišnje. Nažalost, ova košnica je pala u zaborav jer su je potisnule košnice koje su praktičnije za seobu pčela i jednostavnije su za izradu.
Kako je na Banovini još uvijek aktivno nekoliko pčelara koji su svojevremeno pčelarili s 50 i više krizmanovih košnica, Pčelarska udruga «Petrinja» pokrenula je projekt «Krizmanovka - Petrinjska tradicijska košnica i kulturna baština». Projekt je predstavljen 27. siječnja 2008. godine u Petrinji, a 2009. godine u časopisu «Hrvatska pčela». U okviru projekta prikupljene je nekoliko preostalih krizmanovih košnica te je na osnovu njih izrađena tehnička dokumentacija za njihovu serijsku proizvodnju. Planirano je da se nekoliko košnica s pčelama na kojima će se vršiti edukacija postavi u Centru za šljivu i kesten u Donjoj Bačugi i na ekološkom pčelinjaku u Klincu. Pokrenuta je inicijativa za izradu petrinjskog suvenira s krizmanovkom, te za organizirane posjete turista na pčelinjake s krizmanovkom.
Povratak prirodi i poticanje ekološke proizvodnje u okviru Zajedničke poljoprivredne politike Europske unije otvara perspektivu za ponovnu primjenu ove košnice jer od različitih tipova (modela) košnica, koje koriste pčelari u Hrvatskoj, ova košnica zasigurno najbolje odgovara standardima za stacionarno ekološko kao i za biodinamičko pčelarenje.

### Nukleus
Nukleusi su idealne male košnice za sve koji se počinju baviti pčelarstvom ili za pčelare koji u pčelinjaku drže rezervna društva iz bilo kojeg razloga. To je svakako premalo zastupljena košnica u našim pčelinjacima.
To su male košnice, veličine od 4-7 okvira. Nukleusi inače u pčelarstvu služe za uzgoj, sparivanje, testiranje i čuvanje rezervne matice. Nukleusi se u pčelinjacima drže i kao pomoćne pčelinje zajednice iz kojih po potrebi pojačavamo osnovna društva. Postoje više tipova nukleusa, a pčelar će u pčelinjaku držati onaj čiji su okviri identični s okvirima košnica kojima pčelari. Po potrebi pčelinje zajednice mogu uspješno i prezimiti u takvim malim košnicama. Kod nukleusa tipa nastavljača to je olakšano činjenicom da u pripremi takvih zajednica možemo dodavanjem još jednog nastavka - proširivanjem dobiti zajednicu na 8-14 okvira. Takve zajednice prilikom uzimljavanja potrebno je zaštititi izvana nekim utopljavajućim materijalom, time postižemo manje oscilacije temperature kad u početku godine matica počinje sa zalijeganjem.
Nukleuse - oplodnjake koriste uzgajivači pčelinjih matica kod svoje proizvodnje. Poznajemo nekoliko vrsti nukleusa koji se međusobno razlikuju po obliku i veličini, a najveća razlika je u kao i kod košnica dimenzijama samih okvira.
Tako razlikujemo nukleuse prema broju okvira:
- 4 okvira,
- 5 okvira,
- 6 okvira,
- 7 okvira.

Sedam okvirni nukleus vrlo lako možemo pretvoriti u proizvodnu košnicu jednostavnim dodavanjem nastavaka. Takva dobivena proizvodna zajednica neće se razlikovati od one na 10 okvira, samo moramo imati u vidu da takve pčelinje zajednice redovito kontroliramo s obzirom na to da nastavci imaju 3 okvira manje od normalne košnice pa stoga i brže pune plodište i medište.

### Pološka
To je tip košnice koja se sve rjeđe sreće. Za razliku od drugih košnica, plodište i medište pološke su jedno pored drugog, najčešće razdvojeni matičnom rešetkom, a ne jedno iznad drugog. Okvir je dubok, od dimenzija DB okvira 42x27 cm do 40x30 cm, pa i veći 40x40. Čim je veći okvir to je teže rukovanje okvirima, a javlja se i upitno zatvaranje meda sa strane pčela tako da manji okvir sigurno ima prednost prema većem i to ne samo kod pološke već i kod ostalih košnica. Pološke obično imaju 18 ili 20 pa i 24 okvira. 
Neki pčelari su za pološke pravili i plitka medišta, s okvirima visine kao DB medišni okvir. Da nisu toliko teške i glomazne, bile bi pogodne za selidbu. Odlika im je ograničenost zapremine i nužnost rada s pojedinačnim okvirom. Pogodne su za držanje dva ili više pčelinjih društava u jednoj košnici, koja se pred pašu mogu lako spajati.

### DB košnica
DB ili Dadan Blatova košnica je s jednim tijelom visine 31 cm, koje služi kao plodište i 2 polunastavka, vanjske visine 15,5 cm, za smještaj medišta.
Standardna DB košnica ima 12 okvira, ali je sve popularnija i košnica s 10 okvira. Omogućava dosta prostora za razvoj legla, skladištenje peludi i meda. Medne kape mogu biti visine 10 pa i 15 cm, što omogućava sigurno prezimljavanje, bez potrebe za dodatnom intervencijom pčelara. Jedan okvir s obje strane napunjen medom teži 3 do 4 kg što ovisi o veličini okvira.
Plodište DB košnice može imati i do 3,6 kg pčela što je važno za brži unos većih količina meda. Zajednice u DB košnici u početku same sezone brzo se razvijaju bez većih intervencija pčelara.
Farrarova košnica
Radi se o košnici široko niskih okvira. Američki pčelarski stručnjak Clayton Leon Farrar pčelario je s DB košnicom koja ima različite vrste okvira u plodištu i medištu što je njemu smetalo, te je odlučio koristiti polunastavak u plodištu i u medištu. Za visinu je uzeo 50 % plodišnog nastavka DB-a što u praksi iznosi polunastavak 17 cm visine. Visina okvira za Farrarovu košnicu iznosi 163 cm. Unutarnja dimenzija okvira je 430 x 140 prema europskom standardu dok u drugim zemljama dimenzije okvira i polunastavka mogu varirati.
Prednost ove košnice je u tome što pčele brže pune polunastavak od standardnog nastavka, te samim time ne postoji problem s nepoklopljenim medom koji se događa s košnicama većih okvira, te tako omogućava vrcanje meda i u pašom siromašnijim godinama. Kod samog rada polunastavci su puno lakši što je praktično za osobe koje se bave pčelarstvom u poodmakloj dobi.

## Poveznice
- Poljoprivreda

## Vanjske poveznice
- Hrvatska pčelarska služba, Popis pčelara i pčelarskih udruga koji zbrinjavaju pronađene rojeve pčela  Arhivirana inačica izvorne stranice od 1. travnja 2019. (Wayback Machine)
- Pčelarstvo.hr - pčelarstvo on-line
- Apivita - satne osnove i pribor za pčelarstvo  Arhivirana inačica izvorne stranice od 1. travnja 2019. (Wayback Machine)

## Galerija
- Detalj iz proizvodnje LR košnice
- Detalj iz proizvodnje LR košnice
- Dubina - košnica iz šupljeg debla